# Bab el Mandeba
Bab-el-Mandeb (arabsko باب المندب, tigrinjsko ባብ ኣል ማንዳብ) ali Vrata žalosti, je ožina med Jemnom na Arabskem polotoku, ter Džibutijem in Eritrejo na Afriškem rogu. Povezuje Rdeče morje z Adenskim zalivom.

## Ime
Ožina je svoje ime dobila po nevarnostih, ki so spremljale plovbo ali po arabski legendi po številu ljudi, ki jih je potopil potres, ki je ločil Arabski polotok od Afriškega roga.
V Bab-el-Mandebu se Bab nanaša na 'vrata', medtem ko se Mandeb nanaša na 'žalovanje'.

## Geografija
Razdalja čez je približno 26 kilometrov od Ras Menhelija v Jemnu do Ras Sijana v Džibutiju. Otok Perim deli ožino na dva kanala, od katerih je vzhodni, znan kot Bab Iskender (Aleksandrova ožina), širok 5,37 km in globok 29 metrov; medtem ko ima zahodni ali Dact-el-Mayun širino 20,3 kilometra in globino 310 metrov. V bližini obale Džibutija leži skupina manjših otokov, znanih kot Sedem bratov. V vzhodnem kanalu je površinski tok navznoter, v zahodnem kanalu pa močan podvodni tok.

## Pomen v pomorski trgovski poti
Bab-el-Mandeb deluje kot strateška povezava med Indijskim oceanom in Sredozemskim morjem prek Rdečega morja in Sueškega prekopa. Večina izvoza nafte in zemeljskega plina iz Perzijskega zaliva, ki poteka preko Sueškega prekopa ali plinovoda SUMED, poteka skozi Bab el-Mandeb in Hormuško ožino. Medtem ko ozka širina ožine zahteva, da plovila potujejo skozi teritorialno morje sosednjih držav, se v skladu s členom 37 Konvencije Združenih narodov o pomorskem pravu pravni koncept tranzitnega prehoda uporablja za Bab el-Mandeb, čeprav Eritreja (za razliko od ostalih obalnih držav) ni pogodbenica konvencije.
Zadrževalne točke so ozki kanali vzdolž široko uporabljenih svetovnih pomorskih poti, ki so ključnega pomena za svetovno energetsko varnost. Ožina Bab el-Mandeb je na najožji točki široka 26 kilometrov, kar omejuje tankerski promet na dva 2 milji široka kanala za vhodne in izhodne pošiljke.
Zaprtje ožine Bab el-Mandeb bi lahko preprečilo tankerjem, ki izvirajo iz Perzijskega zaliva, da bi prečkali Sueški prekop ali dosegli naftovod SUMED, zaradi česar bi se morali preusmeriti okoli južne konice Afrike, kar bi podaljšalo tranzitni čas in stroške pošiljanja.
Leta 2006 je po ocenah skozi ožino šlo 3,3 milijona sodčkov (520.000 m3) nafte na dan, od skupno približno 43 milijonov sodčkov na dan (6.800.000 m3/dan), ki jih prevažajo tankerji. To se je do leta 2014 povečalo na 5,1 milijona sodčkov na dan (b/d) surove nafte, kondenzata in rafiniranih naftnih proizvodov, usmerjenih proti Evropi, Združenim državam in Aziji, nato pa ocenjenih na 6,2 b/d do leta 2018. Skupni tokovi nafte skozi ožino Bab el-Mandeb predstavljajo približno 9 % celotne nafte, s katero se trguje po morju (surove nafte in rafiniranih naftnih derivatov) leta 2017. Približno 3,6 milijona b/d se je premaknilo severno proti Evropi; nadaljnjih 2,6 milijona b/d je teklo v nasprotni smeri predvsem na azijske trge, kot so Singapur, Kitajska in Indija.

## Zgodovina
Paleo-okoljski in tektonski dogodki v miocenski dobi so ustvarili Danakilsko ožino, kopenski most, ki tvori široko povezavo med Jemnom in Etiopijo. V zadnjih 100.000 letih so evstatična nihanja morske gladine povzročila izmenično odpiranje in zapiranje ožine. Glede na nedavno hipotezo o enem samem izvoru je bila ožina Bab-el-Mandeb verjetno priča najzgodnejšim migracijam sodobnega človeka. Predvideva se, da so bili oceani takrat precej nižji in ožine veliko plitvejše oziroma suhe, kar je omogočilo vrsto izseljevanj vzdolž južne obale Azije.
Po izročilu etiopske pravoslavne tevahedo cerkve je bila ožina Bab-el-Mandeb priča najzgodnejšim migracijam semitskih govorcev giz jezika v Afriko, ki so se zgodile ok. 1900 pr. n. št., približno v istem času kot hebrejski patriarh Jakob. Aksumsko kraljestvo je bilo velika regionalna sila na Afriškem rogu. Svojo vladavino je razširilo čez ožino z osvojitvijo Himjarskega kraljestva malo pred vzponom islama.
Britanska vzhodnoindijska družba je leta 1799 v imenu svojega Indijskega imperija enostransko zasegla otok Perim. Britanska vlada je leta 1857 potrdila njegovo lastništvo in leta 1861 tam postavila svetilnik, ki ga je uporabljala za nadzor Rdečega morja in trgovskih poti skozi Sueški prekop. Uporabljali so jo kot premogovniško postajo za oskrbo parnikov z gorivom do leta 1935, ko je zaradi zmanjšane uporabe premoga kot goriva operacija postala nedonosna.
Britanska prisotnost se je nadaljevala do leta 1967, ko je otok postal del Ljudske republike Južni Jemen. Pred primopredajo je britanska vlada pred Združenimi narodi predložila predlog za internacionalizacijo otoka kot način za zagotovitev stalne varnosti prehoda in plovbe v Bab-el-Mandebu, vendar je to je bilo zavrnjeno.
Leta 2008 je podjetje v lasti Tareka bin Ladna razkrilo načrte za izgradnjo mostu z imenom Bridge of the Horns (Most med rogovoma) čez ožino, ki bi povezal Jemen z Džibutijem. Middle East Development LLC je izdal obvestilo o izgradnji mostu čez Rdeče morje, ki bi bil najdaljši viseči most na svetu. Projekt je bil dodeljen inženirskemu podjetju COWI v sodelovanju z arhitekturnim studiem Dissing+Weitling, oba iz Danske. Leta 2010 je bilo objavljeno, da je 1. faza odložena; vendar od sredine leta 2016 ni bilo nič več slišati o projektu.

## Podregija
Bab-el-Mandeb je tudi podregija v Arabski ligi, ki vključuje Džibuti, Jemen in Eritrejo.

### Demografija
| Bab-el-Mandeb: |                |                             |                   |                 |                  |                            |
| Država         | Površina (km2) | Št. prebivalcev (2016 est.) | Gostota (per km2) | Glavno mesto    | GDP (PPP) $M USD | GDP per capita (PPP) $ USD |
| Jemen          | 527.829        | 27.392.779                  | 44,7              | Sana            | $58.202          | $2249                      |
| Eritreja       | 117.600        | 6.380.803                   | 51,8              | Asmara          | $9,121           | $1314                      |
| Džibuti        | 23.200         | 846.687                     | 37,2              | Džibuti (mesto) | $3,327           | $3351                      |
| Skupaj         | 668.629        | 34.620.269                  | 29,3 / km2        |                 | $70.650          | $1841                      |